# Юхари-Цинит
Юхари-Цинит — упразднённое село в Хивском районе Дагестана. На момент упразднения входило в состав Ашага-Архитского сельсовета. В 1960 годы жители села были переселены в село Ашага-Цинит.

## География
Располагалось на водоразделе рек Цмур и Чираг, в 1 км (по прямой) к юго-западу от села Ашага-Цинит.

## История
До вхождения Дагестана в состав Российской империи селение входило в состав Кутуркюринского магала Кюринского ханства. После присоединения ханства к Российской империи числилось в Ашага-Аркитском сельском обществе Кутур-Кюринского наибства Кюринского округа Дагестанской области. В 1895 году селение состояло из 28 хозяйств. По данным на 1926 год село состояло из 31 хозяйств. В административном отношении входило в состав Ашага-Цинитского сельсовета Касумкентского района. В советские годы являлось отделением колхоза имени М. Горького. После землетрясения 1966 года жителей села переселили в село Ашага-Цинит.

## Население
| Год       | 1895 | 1907 | 1926 | 1939. |
| --------- | ---- | ---- | ---- | ----- |
| Население | 193  | 161  | 173  | 197   |

По данным Всесоюзной переписи населения 1926 года, в национальной структуре населения лезгины составляли 100 %